# Starkočský potok
Starkočský potok je pravostranný přítok řeky Doubravy protékající okresy Kutná Hora a Chrudim. Délka jeho toku činí 12,8 km. Plocha povodí měří 12,7 km².

## Průběh toku
Potok pramení v Sečské vrchovině při okraji lesa mezi Licoměřicemi, Jetonicemi a Zbyslavcem v nadmořské výšce okolo 485 m. Nejprve jeho tok směřuje lesnatým údolím krátce na sever. Poté se obrací na západ a teče při rozhraní Sečské vrchoviny a Chvaletické pahorkatiny. Po opuštění lesa zhruba na desátém říčním kilometru potok teče na rozhraní Chvaletické pahorkatiny a Čáslavské kotliny. V tomto úseku napájí menší rybník, který se nachází jihozápadně od vsi Bílý Kámen. Pod hrází rybníka vtéká Starkočský potok do Čáslavké kotliny a směřuje regulovaným korytem převážně na severozápad k obci Starkoč, kterou obtéká při jejím západním okraji. Severozápadní směr si potok udržuje až ke svému ústí. Na dolním toku u Zbyslavi a Zaříčan teče souběžně s řekou Doubravou, do které se vlévá na jejím 13,2 říčním kilometru. Ústí se nachází východně od Bojman v nadmořské výšce okolo 215 m.

### Větší přítoky
Nejdelším přítokem Starkočského potoka je bezejmenný levostranný přítok, který jej posiluje na 8,2 říčním kilometru. Délka jeho toku činí 1,6 km.

## Vodní režim
Průměrný průtok Starkočského potoka u ústí činí 0,1 m³/s.